# Аргентино-итальянские отношения
Аргентино-итальянские отношения — двусторонние дипломатические отношения между Аргентиной и Италией.

## История
В 1816 году Аргентина провозгласила независимость от Испанской империи. В те годы Италия не была единым государством, существовало несколько независимых итальянских стран. В мае 1836 года Сардинское королевство стало первым итальянским государством, признавшим независимость Аргентины и установившим с ней дипломатические отношения. В 1842 году итальянский генерал (и будущий лидер Рисорджименто) Джузеппе Гарибальди во время Гражданской войны в Уругвае сражался против Аргентинской конфедерации и Национальной партии Уругвая.
В 1850 году король Сардинии (и будущий король объединённой Италии) Виктор Эммануил II назначил посла в Аргентину. В 1855 году страны подписали Договор о дружбе, торговле и судоходстве. В 1924 году Италия повысила своё дипломатическое представительство в Буэнос-Айресе до уровня посольства. В том же году будущий король Италии Умберто II посетил Аргентину с целью пропаганды политической идеологии фашизма и попыткой разжечь интерес людей итальянского происхождения к событиям на исторической родине.
После начала Второй мировой войны Аргентина заняла позицию нейтралитета, но влиятельный аргентинский политик Хуан Перон восхищался председателем Совета министров Италии Бенито Муссолини. В 1944 году из-за международного давления Аргентина официально объявила войну нацистской Германии и Японской империи, а Королевство Италия капитулировала войскам Антигитлеровской коалиции в сентябре 1943 года. Правительство Аргентины организовало поставку пшеницы для жителей разорённой войной Италии. В июне 1947 года первая леди Аргентины Эва Перон посетила Италию с официальным визитом во время своего «радужного тура по Европе».
Во время Грязной войны (1976—1983) в Аргентине пропали без вести восемь итальянских граждан. В мае 2007 года Италия заочно приговорила к пожизненному заключению пять бывших офицеров ВМС Аргентины за убийство трёх из восьми итальянцев, пропавших без вести во время Грязной войны. В 1982 году во время Фолклендской войны между Аргентиной и Великобританией, правительство Италии дипломатически поддерживало Лондон, но участия в боевых действиях не принимало.

## Миграция
В период с 1870 по 1960 год более 2 миллионов граждан Италии иммигрировали в Аргентину. Большинство итальянцев покинули Италию из-за бедности и войн. В 2011 году более 25 миллионов граждан Аргентины (около 62 % населения) имеют итальянское происхождение. Культурный вклад Италии присутствует в кухне Аргентины, а Риоплатский испанский попал под сильное влияние итальянского языка. Ряд аргентинских политиков, спортивных деятелей, актёров, моделей, писателей, а также священнослужителей, имеют итальянские корни. В Аргентине находится второе по величине сообщество итальянцев в мире после Бразилии. В 1973 году Аргентина и Италия подписали соглашение о двойном гражданстве.

## Торговля
В 2015 году объём товарооборота между странами составил сумму 1,9 млрд. долларов США. Экспорт Аргентины в Италию: пшеница, соевые бобы, замороженные ракообразные, груши и говядина. Экспорт Италии в Аргентину: паровые турбины, рельсы, машинное оборудование и лекарства. Итальянские автопроизводители, такие как: Ferrari, Fiat и Lamborghini представлены в Аргентине, также как итальянские магазины одежды и продукты питания. Совместная аргентинско-итальянская сталелитейная компания Techint представлена в нескольких странах мира. В 2000 году страны-члены Меркосур (включая Аргентину) и Европейский союз (включая Италию) начали переговоры по заключению соглашения о свободной торговле.

## Дипломатические представительства
- Аргентина имеет посольство в Риме и генеральное консульство в Милане[16].
- У Италии имеется посольство в Буэнос-Айресе, а также генеральные консульства в Баия-Бланке, Кордове, Ла-Плате, Росарио и консульства в Мар-дель-Плате и Мендосе[17].